# Angiotensin
Angiotensin, là một loại protein gây co thắt mạch máu và tăng huyết áp. Nó là một phần của hệ renin-angiotensin, là đối tượng của các loại thuốc hạ huyết áp. Angiotensin cũng kích thích sự giải phóng aldosterone từ tuyến nan thượng thận. Aldosterone tăng cường sự lưu giữa natri trong ống sinh niệu ngoại biên trong thận, làm cho huyết áp tăng.
Angiotensin cũng làm tăng kích thước và độ dày một vài cấu trúc của tim. Nồng độ angiotensin cao sẽ làm cơ tim dày lên, tác động lên thành các mạch máu làm cho các mạch máu dày lên, cứng hơn, và điều này dẫn tới dễ làm lắng đọng cholesterol ở thành mạch máu, gây tắc các mạch máu, đây là cơ chế dẫn tới chứng nhồi máu cơ tim hay tai biến mạch máu não.
Angiotensin có nguồn gốc từ phân tử angiotensinogen, một globulin huyết thanh do gan sản xuất. Nó có vai trò quan trọng trong hệ renin-angiotensin. Angiotensin được tách ra một cách độc lập ở Indianapolis và Argentina vào cuối thập niên 1930 (như 'Angiotonin' và 'Hypertensin') và được miêu tả đặc điểm và tổng hợp bởi các nhóm nghiên cứu trong các phòng thí nghiệm ở Cleveland Clinic và Ciba, Basel, Switzerland.